# Bavayia montana
Bavayia montana е вид влечуго от семейство Diplodactylidae.

## Разпространение
Видът е разпространен в Нова Каледония.